# Cadulus subfusiformis
Cadulus subfusiformis is een Scaphopodasoort uit de familie van de Gadilidae. De wetenschappelijke naam van de soort is voor het eerst geldig gepubliceerd in 1865 door M. Sars.